# 21세기의 국토의 그랜드디자인
21세기의 국토의 그랜드디자인(일본어: 21世紀の国土のグランドデザイン)은 일본의 국토총합개발법(현재는 국토형성계획법)에 근거한 2010년부터 2015년까지의 제5차 국토 종합 개발 계획이다. 1998년 3월 31일 내각 회의에서 결정되었다. 명칭을 ‘제5차 전국총합개발계획’이나 ‘5전총’ 등 과거의 명칭과 같은 방식으로 정하지 않은 것은, 지금까지 국가가 주도하는 개발 중심의 국토 계획과는 차이가 있다는 점을 분명히 한다는 의미를 담고있어, 국토총합개발법이 국토형성계획법으로 명칭을 변경하는 등 국토 계획 행정이 전환하는 흐름의 효시가 되었다. 부제로는 ‘지역의 자립의 촉진과 아름다운 국토의 창조’를 채택하였다.

## 개요
책정 시기 1998년 3월 31일
목표 기간 2010년부터 2015년까지
기본 목표 다축형 국토 구조를 목표로 하는 장기적(50년 정도)인 구상 실현의 기초를 마련.
추진 방식 참가와 제휴
시대 배경
1. 지구 시대 (지구 환경 문제, 국제적 경쟁, 아시아 여러 나라와의 교류)
2. 인구 감소·고령화 시대
3. 고도 정보화 시대

## 특징적인 개념
- 국토축

국토축은 문화나 생활양식을 창조하기 위한 기본적 조건인 기후, 풍토, 문화적 배경, 지리적 특성 등에서 공통점을 가지는 일정한 지역이 늘어서게 되어 국토의 종단 방향으로 형성되는 축으로, 도시와 자연의 연결이 복합적으로 이루어져 사람·물자·정보 등의 활발한 교류가 이루어진다.
국토축의 형성은 지방권에서는 교통 기반을 정비하는 것으로 인식되었고, 그 결과로 활발한 국토축의 제안이 이루어졌다. 태평양 벨트 지역이 제1국토축이라고 할 때, 그에 대응하는 개념으로 제2국토축이 각 지자체로부터 제창되었다.
이를 통해 ‘계획’에서는 북동국토축, 일본해국토축(동해국토축), 태평양신국토축, 서일본국토축의 4개 국토축을 명시해, 이를 형성하는 것을 목표로 하고 있다. 이에 이 국토축의 주변 영역을 연결하면, 일부의 도서지역을 제외한 전 일본열도가 포함된다.
- 다자연거주지역

풍요로운 자연의 혜택을 받는 지역으로, 21세기의 국토의 프론티어로 평가하고, 도시적인 서비스와 여유로운 거주환경을 동시에 누릴 수 있는 자립적인 지역을 형성한다고 하고 있다.
- 지역제휴축

시정촌 간의, 도도부현의 경계를 넘어선 제휴로 형성되어, 일렬로 늘어선 지역 제휴의 묶음.
- 리노베이션(Renovation)

과밀에 따른 여러 가지 문제를 가진 대도시에서, 풍요로운 생활공간의 재생이나 경제의 활력을 유지하기 위해, 대도시 공간을 수복하고 갱신하는 것.
- 리던던시(Redundancy)

원래의 뜻은 잉여, 혹은 한 장치의 오동작을 방지하기 위해 같은 장치를 여러개 배치하는 것을 말한다. 국토 계획에서는 자연 재해등이 발생했을 때, 일부 구간이 두절되거나 일부 시설이 파괴되는 경우 전체 기능의 마비로 연결되지 않도록, 사전에 연결 교통을 다중화하거나 대책을 마련해 두는 것 등을 말한다.
- 바다업(うみ業)

지역의 활성화를 위해, 어업 종사자 등이 갖고 있는 해당 지역의 특수한 해역에 관한 지식을 이용한, 낚시나 조개잡이, 다이빙, 요트 등의 해양 레크리에이션과 관계된 사업이나 민박 등의 경영, 현지의 신선한 수산물과 고유의 명물 요리 제공, 수산물 가공 및 판매 등의 사업을 조합한 복합 산업. 계획에서 새로 제창된 새로운 개념의 하나.
5전총의 용어해설에서.

## 목차
- 제1부 국토계획의 기본적인 사고방식
  - 제1장 21세기의 국토의 그랜드디자인
    - 제1절 국토를 둘러싼 여러 가지 상황의 대전환
    - 제2절 국토구조 전환의 필요성
    - 제3절 다축형 국토구조의 형성
    - 제4절 4개 국토축의 전망

  - 제2장 계획의 과제와 전략
    - 제1절 기본적 과제
    - 제2절 과제 달성을 위한 전략
    - 제3절 특정 과제와 그 대응

  - 제3장 계획의 실현을 향한 대응
    - 제1절 ‘참가와 제휴’에 의한 국토 만들기
    - 제2절 국토 기반 투자의 계획적 추진
    - 제3절 제도·체제의 정비
- 제2부 분야별 시책의 기본 방향
  - 제1장 국토의 보전과 관리에 관한 시책
    - 제1절 국토의 안전성의 향상
    - 제2절 풍요로운 자연의 보전과 향수
    - 제3절 유역권에 주목한 국토의 보전과 관리
    - 제4절 해양·연안 지역의 보전과 이용

  - 제2장 문화의 창조에 관한 시책
    - 제1절 여유있는 생활 공간의 형성
    - 제2절 지역의 개성을 살리는 새로운 문화의 창조와 발신
    - 제3절 국내 및 국외로부터의 관광의 진흥

  - 제3장 지역의 정비와 주거에 관한 시책
    - 제1절 쾌적하고 활력있는 도시의 정비
    - 제2절 다자연 거주지역의 창조를 향한 농·산·어촌 등의 정비
    - 제3절 거주의 안전의 확보

  - 제4장 산업의 전개에 관한 시책
    - 제1절 과학기술의 진흥과 ‘산업창출의 풍토’의 양성
    - 제2절 지적 기회에 충실에 의한 지식재산업 등의 지역적 전개
    - 제3절 국제적으로 매력있는 입지 환경의 정비
    - 제4절 농림수산업의 새로운 전개
    - 제5절 다자연 거주지역에 있어서의 산업의 전개

  - 제5장 교통·정보통신 체계의 정비에 관한 시책
    - 제1절 교통 체계의 정비
    - 제2절 정보통신 체계의 정비
- 제3부 지역별 정비의 기본 방향
  - 홋카이도, 도호쿠, 간토, 주부, 호쿠리쿠, 긴키, 주고쿠, 시코쿠, 규슈, 오키나와, 호설지대·낙도·반도

## 전국총합개발계획의 변천
전국총합개발계획(전총)-신전국총합개발계획(신전총)-제3차국토총합개발계획(3전총)-제4차국토총합개발계획(4전총)-21세기의 국토의 그랜드디자인